# Last Love Letter
「Last Love Letter」（ラスト・ラブ・レター）は、チャットモンチーの10枚目のシングル。2009年2月4日にKi/oon Recordsから発売された。

## 解説
表題曲は、「MTV meetalk with NEW NISSAN cube」のCMソング、日本テレビ系『音楽戦士 MUSIC FIGHTER』2009年2月度オープニングテーマである。チャットモンチー史上初となるすべてセルフプロデュースのシングルである。
初回限定版は、ピクチャーレーベル、オリジナル待ち受け画像ダウンロード用アドレスとパスワードが封入されている。初回盤、通常盤ともにConnecteDに対応し、3rdアルバム『告白』のダイジェスト音源の先行試聴が可能である。なお、どちらの特典も2009年2月4日0:00から2009年2月18日24:00までの期間限定となっている。
なお本作以降、アルバム4本（ミニアルバムを含む）のリリースと高橋久美子の脱退を挟んで、2012年2月の連続リリースまで3年にわたってシングルのリリースが途切れることになる。

## 収録曲
- 全作曲：橋本絵莉子

1. Last Love Letter [3:25]
作詞：福岡晃子
2. 片道切符 [4:05]
作詞：高橋久美子
3. Good luck my sister!! [3:49]
作詞：高橋久美子

## 収録アルバム
- 告白 (#1、Album ver.)
- 表情＜Coupling Collection＞ (#2,3)
- チャットモンチー BEST〜2005-2011〜 (#1)
- BEST MONCHY 1 -Listening- (#1 シングルバージョンとRemix)